# Ordinaux pairs et impairs
En mathématiques, les ordinaux 'pairs et impairs', étendent le concept de parité des nombres naturels aux nombres ordinaux. Ils sont utiles dans certaines preuves par récurrence transfinie.
La littérature contient plusieurs définitions équivalentes de la parité d'un nombre ordinal α:
- Chaque ordinal limite (y compris 0) est pair. Le successeur d'un ordinal pair est impair, et vice versa[1],[2].
- Soit α = λ + n, où λ est un ordinal limite, et n est un nombre naturel. La parité de α est la parité de n[3].
- Soit n le terme fini de la forme normale de Cantor de α. La parité de α est la parité de n[4].
- Soit α = ωβ + n, où n est un nombre naturel. La parité de α est la parité de n[5].
- Si α = 2β, alors α est pair. Sinon α = 2β + 1 et α est impair[6].

Contrairement au cas des entiers pairs, on ne peut pas caractériser les ordinaux pairs comme des ordinaux de la forme β2 = β + β. La multiplication des ordinaux n'est pas commutative, donc en général 2β ≠ β2. En fait, l'ordinal pair ω + 4 ne peut pas être exprimé sous la forme β + β, et le nombre ordinal
(ω + 3)2 = (ω + 3) + (ω + 3) = ω + (3 + ω) + 3 = ω + ω + 3 = ω2 + 3
n'est pas pair.
Une application simple de la notion de parité dans les ordinaux est l'idempotence de la loi additive des cardinaux (en supposant toutefois le théorème du bon ordre, équivalent à l'axiome de choix). Si κ est un cardinal infini, ou plus généralement un ordinal limite, alors κ a le même type d'ordre que l'ensemble de ses ordinaux pairs et l'ensemble de ses ordinaux impairs. Dans les cardinaux infinis, nous avons donc l'égalité suivante, κ + κ = κ.